# Nabirat
Nabirat – miejscowość i gmina we Francji, w regionie Nowa Akwitania, w departamencie Dordogne.
Według danych na rok 1990 gminę zamieszkiwało 275 osób, a gęstość zaludnienia wynosiła 17 osób/km² (wśród 2290 gmin Akwitanii Nabirat plasuje się na 904. miejscu pod względem liczby ludności, natomiast pod względem powierzchni na miejscu 694.).